# Ferrocarril Trasandino

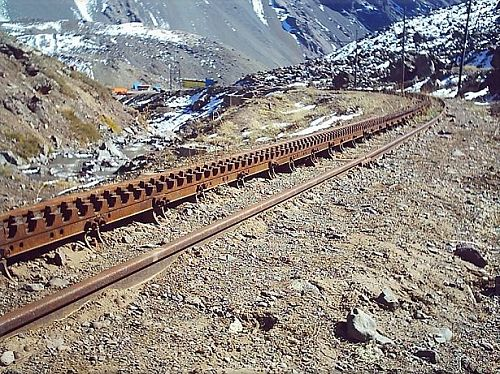
Seção da linha com cremalheira.

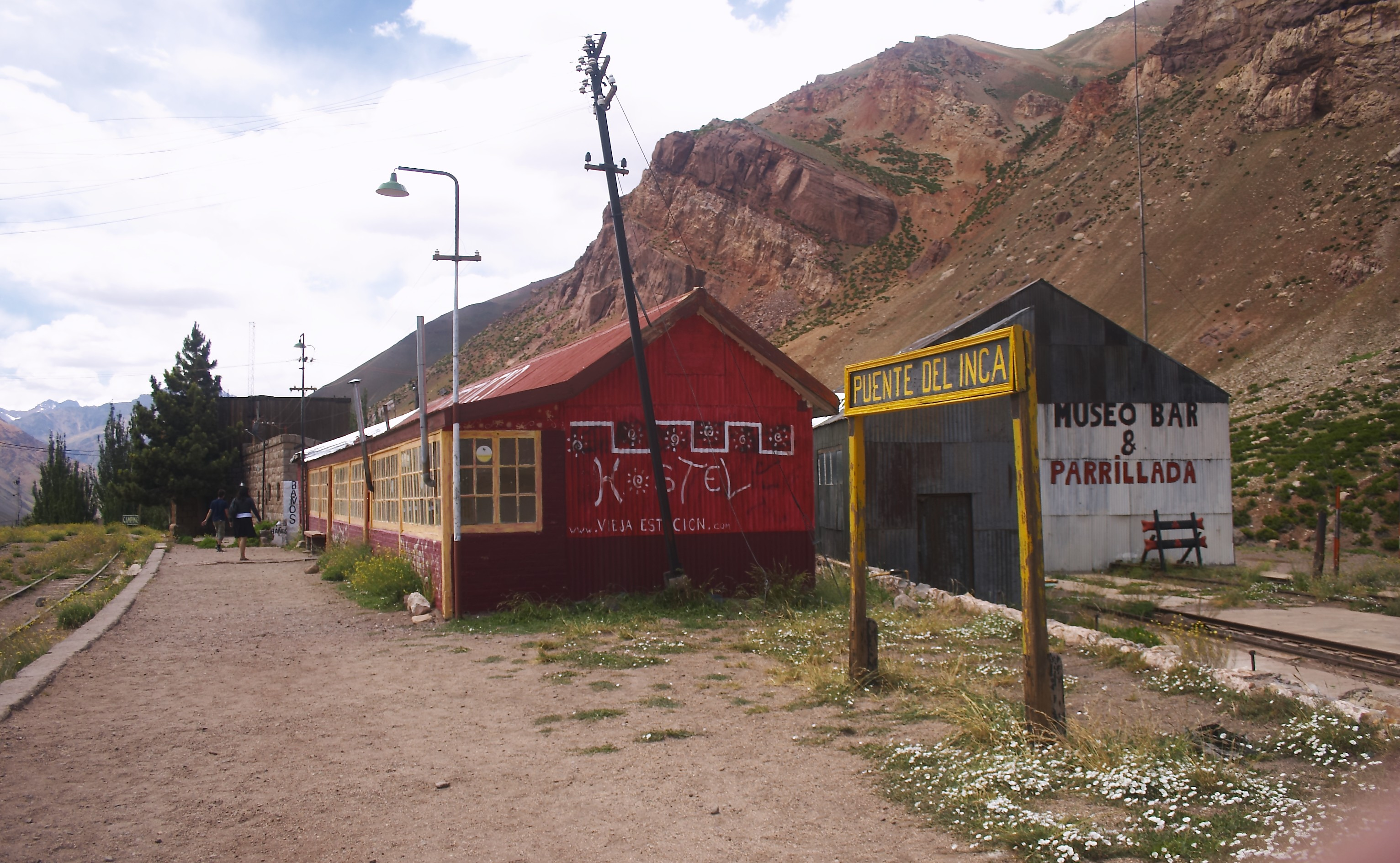
Estação de Puente del Inca.

O Ferrocarril Trasandino Los Andes-Mendoza, conhecido no Chile oficialmente como Ferrocarril Trasandino Chileno (FCTC) e na Argentina como Ferrocarril Trasandino Argentino (FCTA), foi uma ferrovia que ligava a cidade chilena de Los Andes e a cidade argentina de Mendoza. Foi inaugurada em 5 de abril de 1910 após superar muitas dificuldades nos anos anteriores. Operou até o ano de 1984.

## Traçado
Seu traçado começava na cidade de Los Andes e subia através próximo ao rio Aconcagua e Juncal até Las Cuevas, onde se encontrava o túnel principal que cruzava até a Argentina. Logo, margeando os rios Las Cuevas e Mendoza, chegava até a cidade de mesmo nome através de um traçado muito menos acidentado.

## História
Seus realizadores foram os irmãos chilenos Juan e Mateo Clark, descendentes de um imigrante inglês que havia se instalado de forma muito próspera na cidade de Valparaíso que, nessa época, era a capital financeira e comercial do Chile.
O interesse dos Clark em construir uma rota melhor para o intercâmbio comercial entre os povos do interior da Argentina com o porto chileno de Valparaíso os impulsou a empreender este projeto.
No ano de 1874 o Chile outorgou aos Clark a concessão para a construção, que devido problemas financeiros somente iniciou-se em 1889 na cidade de Los Andes. Lamentavelmente, a empresa Ferrocarril Trasandino Clark sempre teve problemas financeiros já que o custo da construção não foi corretamente quantificado no princípio e tiveram que fazer esforços gigantescos para conseguir mais apoio dos incrédulos acionistas e dos governos chileno e argentino. Apesar do empenho, quando o Trasandino foi concluído em 1910, Juan Clark já havia falecido e a empresa havia sido adquirida pela Trasandine Construction Company da Inglaterra. Ainda assim, os nomes de Juan e Mateo Clark permanecem na história como os gestores desta obra.

## Tecnologia

### Linha férrea
Devido ao terreno acidentado, os engenheiros utilizaram-se de tecnologia de ponta para a época. Foi instalado um sistema de cremalheiras do tipo ABT (inventada pelo suíço Carl Roman Abt) em quase todo o traçado que vai desde Río Blanco até Las Cuevas, cuja inclinação médio é de 4,8%, já que de outra maneira as locomotivas não eram capazes de manter-se durante a subida nem frear sobre os trilhos cobertos de gelo na baixada. Por ele, em grande parte do traçado de montanha foram usadas dormentes de aço, para resistir a tração das locomotivas sobre a cremalheira.

### Coberturas e túneis
Também foi necessária a construção de muitos túneis e coberturas com a finalidade de evitar que as avalanches de neve e pedras caíssem sobre a via férrea e os comboios. Isto permitia ainda contar com um local seguro para abrigar-se durante as tormentas.

### Bitola
A bitola da via era de apenas 1 m, o que permitia construir curvas mais fechadas nos escabrosos trechos de montanha. Isto obrigava aos passageiros e à carga a realizar um transbordo na cidade de Los Andes para continuar pelas vias da ferrovia central que tinham uma bitola de 1.676 m.

### Equipamentos de tração
Originalmente foram utilizadas pequenas locomotivas a vapor fabricadas por Borsig e Shay; logo, para a tração de trens de até 150 toneladas, foram incorporadas locomotivas Kitson-Meyer e Esslingen, todas dotadas de engrenagens para a cremalheira. Anos mais tarde, durante a década de 1940, o traçado foi eletrificado, agregando-se novas locomotivas; esta vez fabricadas na Suíça pela "SLM" (Schweizerische Lokomotiv- und Maschinenfabrik), integrando-se primeiramente as "Classe 100", articuladas e logo depois as "Classe 200" de um só corpo mais curto, mas mais potentes que as anteriores.

## Estado atual
Mesmo que praticamente todo o trecho montanhoso da ferrovia encontra-se abandonado e destruído pelas avalanches e pelos cursos d'água, ainda se conserva em operações o trecho mais baixo e que vai da cidade de Los Andes até a localidade de Río Blanco. Ali a ferrovia, logo após ganhar altura através de um "Z", chega até as instalações da mina de cobre de Saladillo, pertencente à Codelco. Deste local sai o concentrado de cobre em pó, que é transportado até a cidade de Los Andes, onde um guindaste realiza o transbordo dos contêineres para outro trem, para logo seguir caminho até a fundição de Ventanas, localizada na costa da região de Valparaíso.
O traçado de Río Blanco até a fronteira encontra-se abandonado. Ainda estão conservados os trilhos e a cremalheira, mas grande parte dos postes do trecho eletrificado foi roubada. O mesmo ocorreu com os edifícios das estações de Hnos. Clark (ex Juncal) e Caracoles, além da subestação elétrica situada junto à estação de Juncal. Em muitos lugares as avalanches de neve e rochas tem arrastado a linha ou soterrado o terreno sobre o qual estava sustentada. O mesmo ocorreu com a grande quantidade de coberturas, muitas das quais estão conservadas até hoje, mas em más condições, já que passaram mais de uma década sem receber manutenção.

## Futuro
Hoje em dia existe um projeto, impulsionado pela empresa argentina Tecnicagua, que propõe reconstruir o Trasandino e que conta com o apoio dos governos chileno e argentino, já que a ferrovia poderia contribuir para descongestionar as rodovias e teria uma maior disponibilidade ao longo do ano. Devido às limitações físicas do traçado (altura, inclinações, curvas), existem dúvidas acerca da conveniência e rentabilidade do projeto.